# Библиографические записки
«Библиографические записки» (в дореформенной орфографии «Библіографическія Записки») — журнал, издававшийся в Москве книготорговцем Н. М. Щепкиным в 1858—1861 годах.
В 1858 году выходило по 2 номера в месяц; в 1859 году выпускался также, кроме июня и июля; затем в 1861 году вышло 20 номеров, после чего, закончив год, Н. М. Щепкин объявил, что он вынужден снова остановить журнал в надежде издавать его при более благоприятных условиях.
Редактор — А. Н. Афанасьев, а в 1861 году — Н. М. Щепкин и В. И. Касаткин.
Издававшиеся при книжном магазине Щепкина «Библиографические записки» имели литературно-архивный уклон. Наряду с библиографическими описаниями редких книг и рукописей, библиотек библиофилов и сведений по типографскому делу, журнал публиковал ценные историко-литературные материалы. Большую ценность имеют публикации в журнале неизданных рукописей Пушкина, Лермонтова, Гоголя и др. В «Библиографических записках» были помещены материалы о Радищеве, Новикове, Фонвизине, о писателях-декабристах. К каждому тому, составлявшему годовой комплект журнала, были приложены портреты: Н. И. Новикова (к т. 1), Д. И. Фонвизина (к т. 2) и А. Н. Радищева (к т. 3).
Многие основные сотрудники журнала были близки к кружку «Современника»: А. Н. Афанасьев, М. Н. Лонгинов, поэт-переводчик Н. В. Гербель, Н. А. Ефремов. Кроме этого, в журнале принимали участие библиографы Г. Н. Геннади, С. Д. Полторацкий и С. А. Соболевский, историки Н. С. Тихонравов, И. Е. Забелин, Ф. И. Буслаев и др.